# Земетресение на Курилските острови (2007)
Земетресението на Курилските острови през 2007 година става на 13 януари в 1:23 ч. Японско стандартно време (04:23 UTC). Земетресението е последвано от цунами. За цунамито се е съдило по покачването на морското равнище. Най-голямото вълнение е било с височина 16 инча.